# مشروع الجسر الأرضي السعودي
مشروع الجسر الأرضي؛ هو مشروع سكك حديدية مخطط له يشكل جزءًا من برنامج توسعة السكك الحديدية السعودية.
الجسر مخصص أساسا للشحن، وسيربط خط سكة الحديد جدة على ساحل البحر الأحمر بالعاصمة السعودية الرياضبطول 950 كم. سيتم تطوير الخط الحالي البالغ طوله 450 كم الرابط بين الرياض والدمام، ومن المقرر أن يربط خط جديد بطول 115 كم الدمام بالجبيل على ساحل الخليج العربي. ستكون الخطوط التي يتم إنشاؤها حديثًا بمسار فردي، ولكن سيتم تصميم البنية التحتية (بما في ذلك الجسور والأنفاق) للسماح بترقية مستقبلية إلى مسار مزدوج. المشروع جزء من الرؤية السعودية 2030 التي تهدف إلى أن تكون المملكة مركزًا لوجستيًا.

## التاريخ
في 21 أبريل 2008، فاز تحالف «ترابط» المكون من سبع شركات سعودية و"Asciano" من أستراليا بصفقة المشروع، الذي تبلغ مدته 50 عامًا. مع إغلاق مالي حدد في أجل أقصاه 12 شهرا.
كان من المخطط الانتهاء في عام 2010، لكن لم يتم الاتفاق على الإغلاق المالي.
في 10 أكتوبر 2011، قررت الحكومة المضي قدما في المشروع، ولكن كمشروع حكومي. تم وضع التكلفة بما يصل إلى 7 مليارات دولار أمريكي.
في يوليو 2013، تم منح عقد تصميم قسم جدة - الرياض بطول 958 كم من المشروع. منح الصندوق السعودي للاستثمار العام عقد إعداد التصميم التفصيلي للمشروع لشركة Italferr في أغسطس 2015. في مؤتمر ومعرض الشرق الأوسط للسكك الحديدية 2017 في دبي في 7 مارس 2017، أعلن رئيس الهيئة العامة للنقل رميح الرميح أنه تم الانتهاء من تصميم المشروع. سيتم تطوير المشروع على أسس البناء، التشغيل فالنقل (BOT).
في 5 أبريل 2025، أطلقت السعودية مناقصة تصميم الجسر البري، الذي يتضمن أكثر من 1500 كم من المسارات الجديدة، بحسب مجلة (Meed) البريطانية، وتُقدر تكلفته بـ7 مليارات دولار.

## خطوط المشروع
يتكون المشروع من 6 خطوط رئيسية هي:
1. تحديث شبكة مدينة الجبيل الصناعية، يشمل بناء 10 كم من السكك الحديدية.
2. تحديث خط السكك الحديدية من الجبيل إلى الدمام، يتطلب بناء 35 كم من السكك.
3. تحديث خط الدمام- الرياض، يشمل تحديث 87 كم من السكك الحديدية.
4. خط تحويلة الرياض، ينقسم إلى جزئين؛ الأول بطول 67 كم، والثاني 35 كم، لربط شمال الرياض بجنوبها.
5. الخط الرابط بين الرياض وجدة وميناء الملك عبد الله، يشمل إنشاء 1066 كم من السكك الحديدية.
6. خط جديد من ميناء الملك عبد الله إلى مدينة ينبع الصناعية، يمتد على مسافة 172 كم.

وسيتضمن المشروع 7 مراكز لوجستية: هي مركز لوجستي مدينة الجبيل الصناعية، وميناء الدمام اللوجستي الجاف، وميناء الرياض الجاف المنقول، ومركز لوجستي مطار الملك خالد في الرياض، وميناء جدة اللوجستي الجاف، ومركز لوجستي ميناء الملك عبدالله، ومركز لوجستي مدينة ينبع الصناعية.

## وصلات خارجية
- هيئة السكك الحديدية السعودية
- صفحة الجسر الأرضي المخصصة على موقع السكك الحديدية السعودية
- خريطة الطريق المقدرة